# 鹽寮溪
鹽寮溪位於台灣北部，河長1.88公里，流域面積2.44平方公里，分佈於新北市貢寮區中部鹽寮地區。主流發源內文秀坑與鹽寮間山區，向東南流至平地，匯集右側支流後，續轉東北注入東海。
鹽寮溪口北側為鹽寮海濱公園，附近海灘為1895年日本北白川宮能久親王率領日軍登陸地點，現立有鹽寮抗日紀念碑。

## 外部連結
- 臺北縣政府東北角風景線景點資訊：鹽寮抗日紀念碑